# Marcelo Carracedo
Marcelo Carracedo, född den 16 april 1970, är en argentinsk före detta fotbollsspelare.
I februari 1989 blev han uttagen i Argentinas trupp till U20-världsmästerskapet 1989.